# Заика, Екатерина Агафиевна
Екатерина Агафиевна Заика (12 ноября 1910 год (по другим данным — 17 ноября), село Маячка, Полтавская губерния, Российская империя — 19 апреля 1995 года, село Маячка, Новосанжарский район, Полтавская область, Украина) — советская  колхозница, Герой Социалистического Труда (1950).

## Биография
Родилась 12 ноября 1910 года в крестьянской семье в селе Маячка, Полтавская губерния (сегодня — Новосанжарский район Полтавской области). В 1929 году вступила в колхоз имени Щорса Нехворощанского района Полтавской области. Первоначально работала рядовой колхозницей, позднее была назначена звеньевой полеводческого звена.
В 1949 году полеводческого звено под руководством Екатерины Заики собрало по 25 центнера подсолнечника с каждого гектара с участка площадью 10 гектаров. За этот доблестный труд она была удостоена в 1950 году звания Героя Социалистического Труда.
Участвовала во всесоюзной выставке ВДНХ.
В 1965 году вышла на пенсию.
Скончалась 19 апреля 1995 года в родном селе и была похоронена на местном сельском кладбище.

## Награды
- Герой Социалистического Труда — указом Президиума Верховного Совета СССР от 16 июня 1950 года;
- Орден Ленина (1950);